# Gérard Langlois von Ophem
Gérald Langlois van Ophem, né en le 8 mars 1940, est un pilote automobile belge de compétitions sur circuits pour voitures de sport Grand Tourisme, durant les années 1960.

## Biographie
Petit fils d'Henri Langlois van Ophem (Président de la Commission sportive du RACB et créateur avec Jules de Thier Directeur du journal La Meuse en 1921 du Circuit de Spa-Francorchamps originel), il remporte la première des 21 victoires de BMW en 34 années -entre 1965 et 1998- de l'ère moderne pour l'épreuve des 24 Heures de Spa-Francorchamps.
Il dispute de nombreuses courses pour l'Écurie Francorchamps et l'Équipe Nationale Belge entre 1961 et 1966 (la première année sur Fiat-Abarth 1000 S, puis sur diverses Ferrari 250), et il participe à trois reprises aux 24 Heures du Mans de 1963 à 1965.

## Palmarès

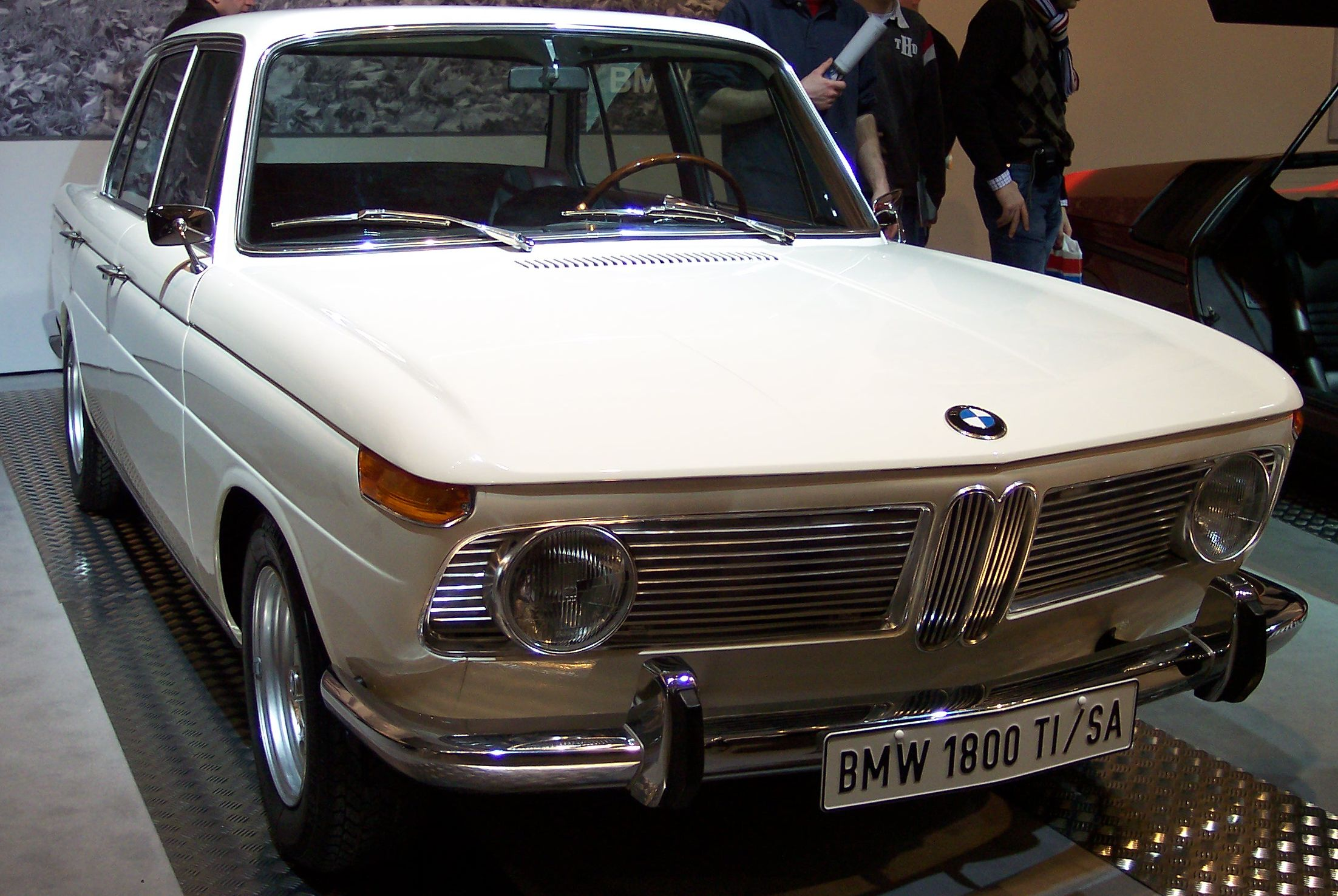
Une BMW 1800 TI-SA de 1965.

- 24 Heures de Spa 1965, avec Pascal Ickx[2] (frère aîné de Jacky) sur BMW 1800 Ti/SA de 165CV;
  - 2e des 24 Heures du Mans 1963, avec Jean "Beurlys" sur Ferrari 250 GTO (3L. V12, vainqueurs de catégorie) de l'Équipe Nationale Belge (encore 16e pour cette écurie l'année suivante, cette fois avec Pierre Dumay);
  - 3e du Grand Prix de Bruxelles 1962, sur Fiat-Abarth "Record Monza" (GT 1.3L.);
  - 3e du Grand Prix de Berlin 1962, sur Fiat-Abarth 1000 S;
  - 3e du Tour auto 1962, avec Robert Darville (de) sur Ferrari 250 GTO;
  - 3e des Coupes de Paris GT 1962, sur Deutsch-Bonnet (à Montlhéry);
  - 3e du Grand Prix du Limbourg 1964, sur Ferrari 250 GTO (à Zolder) ;
  - 4e des 500 kilomètres de Spa 1963, sur Ferrari 250 GT;
  - 4e des 1 000 kilomètres du Nürburgring 1964, avec Lucien Bianchi sur Ferrari 250 GTO;
  - 5e du Tour auto 1961, avec Darville sur Porsche 356B Carrera;
  - 5e des 1 000 kilomètres du Nürburgring 1963, avec "Eldé" sur Ferrari 250 GT;
  - 5e des 1 000 kilomètres de Paris 1964, avec Lucien Bianchi sur Ferrari 250 GTO.